# Guiu de Penthièvre
Guiu de Bretanya, Guiu de Penthièvre o Guiu VII de Llemotges, (nascut el 1287 - mort el 27 de març de 1331), fou el segon fill del duc de Bretanya Artur II i de Maria de Llemotges, vescomtessa de Llemotges.
Va ser comte de Penthièvre de 1312 (succeint al seu pare) a 1331, i vescomte de Llemotges de 1314 a 1317 (per delegació del seu germà gran el duc Joan III de Bretanya.
Es va casar en primeres noces el 1318 amb Joana d'Avaugour (1300- ? 1327), senyora de Goëlo, filla del senyor Enric IV d'Avangour i en va tenir una sola filla: Joana de Penthièvre (1319- † 1384), comtessa de Penthièvre, després duquessa de Bretanya, casada el 1337 a Carles de Blois-Châtillon (1319- † 1364)
Vidu, es va casar de nou amb Joana de Belleville, però el matrimoni va ser anul·lat pel papa el 1330.
Com que va morir un mes abans que el seu germà gran, el duc Joan III, no va esdevenir duc de Bretanya però els seus drets van passar a la seva filla Joana de Penthièvre.